# Daphne odora
Espèce
Synonymes
- Daphne chinensis Spreng.[1]
- Daphne indica Loisel.[1]
- Daphne japonica Thunb.[1]
- Daphne kiusiana var. odora (Thunb.) Makino[1]
- Daphne mazelii Carrière[1]
- Daphne odora f. alba (Hemsl.) H.Hara[1]
- Daphne sinensis Lam.[1]
- Daphne speciosissima Carrière
- Daphne triflora Lour.[1]

Le Daphné odora, ou Daphne odora, est une espèce de plantes du genre Daphne et de la famille des Thyméléacées. C’est un arbrisseau à feuillage persistant qui donne des inflorescences blanches à rose pourpré, exhalant un parfum délicat.
Probablement originaire de Chine, l’espèce est maintenant largement cultivée pour son intérêt ornemental et économique. Les rameaux fournissent des fibres végétales permettant de fabriquer des papiers traditionnels en Chine (en particulier au Tibet) et au Japon.
Toutes les parties de la plante fournissent des drogues aux pharmacopée traditionnelles.

## Étymologie
Le nom de genre Daphne est emprunté au grec δαφνη daphné « laurier ». En mythologie, Δάφνη Daphné est une nymphe d’une grande beauté, fille du fleuve Pénée, qui était poursuivie sans relâche par Apollon, fou amoureux d’elle. Daphné implore son père de lui venir en aide et celui-ci choisit de la métamorphoser alors en laurier pour déjouer les ardeurs d’Apollon.
L’épithète spécifique odora est empruntée au latin odor, oris (du grec οδω odô) « odeur, parfum ».

## Nomenclature
L’espèce fut décrite la première fois sous le nom de Daphne odora, par le naturaliste suédois Carl Peter Thunberg surnommé le « Linné japonais », dans Flora Japonica en 1784. Thunberg, en parfait disciple de Linné, classe les Daphne dans les taxons des Octandria, Monogynia.
En 1789, Antoine-Laurent de Jussieu fait paraitre Genera Plantarum, ouvrage qui est à la base de la classification actuelle des genres en familles et des familles en ordres et en classes. Il crée dans cet ouvrage la famille des Thymélées, Thymelææ, Ordre II, Classe VI, dans lequel il place les genres Daphne, Stellera, Lagetta, Gnidia etc.

## Description
Daphne odora est un arbrisseau, à feuilles persistantes, à croissance lente, sous forme buissonnante, atteignant une hauteur de 150 cm à maturité. Les rameaux sont rouge violacé à brun violacé, trapues.
La feuille comporte un pétiole de 4–5 mm et un limbe obovale ou obovale-elliptique, de 6–13 cm de long sur 2,5–5 cm, coriace, avec les deux faces glabres, la base cunéiforme, l’apex subaigu, souvent apiculé.
L'inflorescence terminales, capitées (sphéroïde), porte jusqu'à 12(-20) fleurs de couleur blanche à rose pourprées se détachant bien du feuillage vert foncé. La fleur apétale, comporte un calice rouge violacé, sur la face abaxiale, avec des lobes rouge rosâtre à blancs ; le tube de 6–10 mm est à l’extérieur glabre ; les 4 lobes sont ovales ou ovales-lancéolés, de 6–12 mm. Les 8 étamines sont disposées en deux cercles (verticilles) de 4, le cercle inférieur inséré juste au-dessus du milieu du tube du calice, le cercle supérieur dans la gorge. L’ovaire oblong est glabre, le style court et le stigmate capité.
Les fleurs exhalent un parfum avec des notes d’œillet, de jasmin et de jacinthe rehaussées d’une pointe épicée de girofle.
Le fruit est une drupe rouge écarlate, globuleuse, d’env. 8 mm.
La période de floraison est très longue (mars-avril-mai). La fructification est en juillet-août.

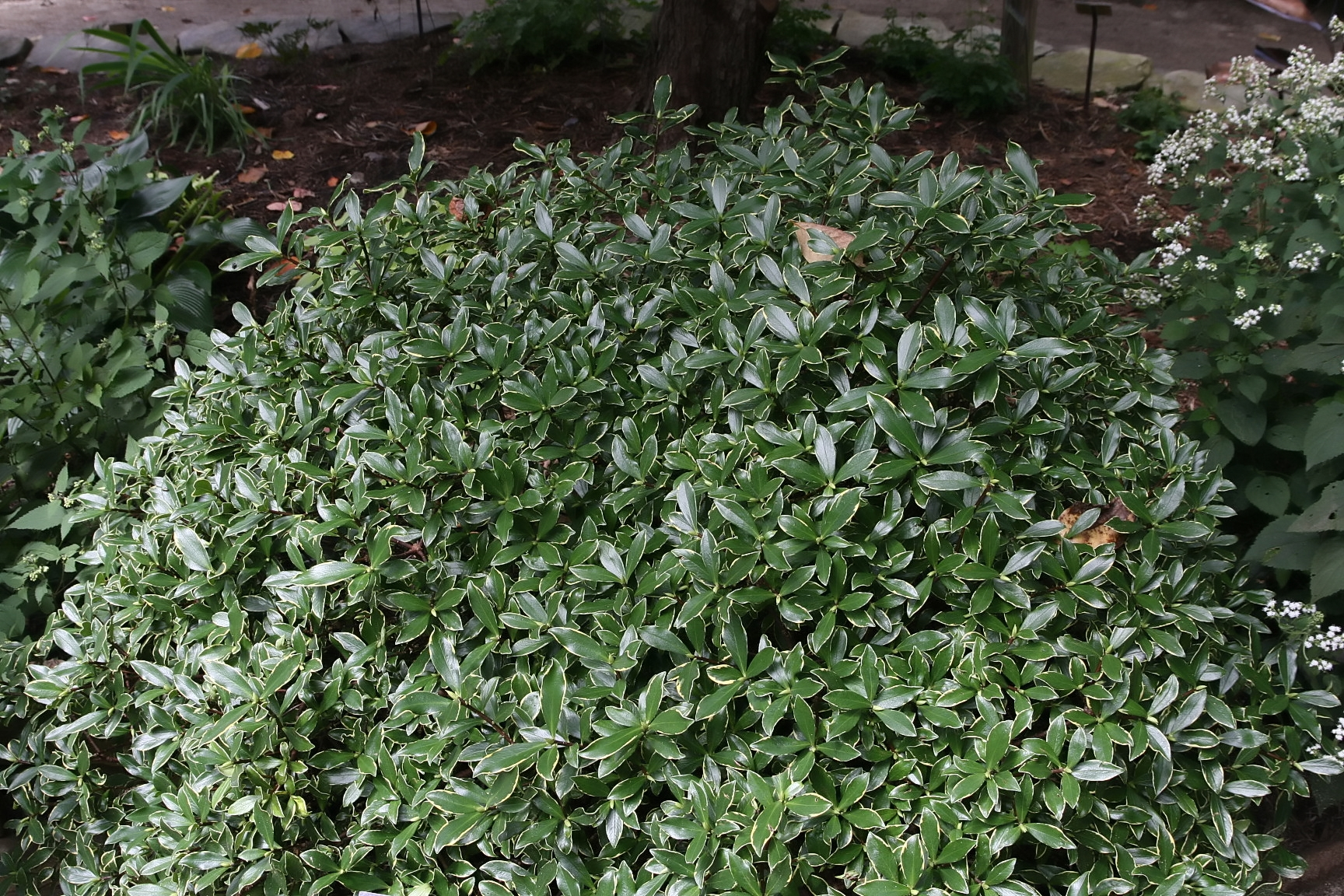
Daphne odora 'Aureomarginata'
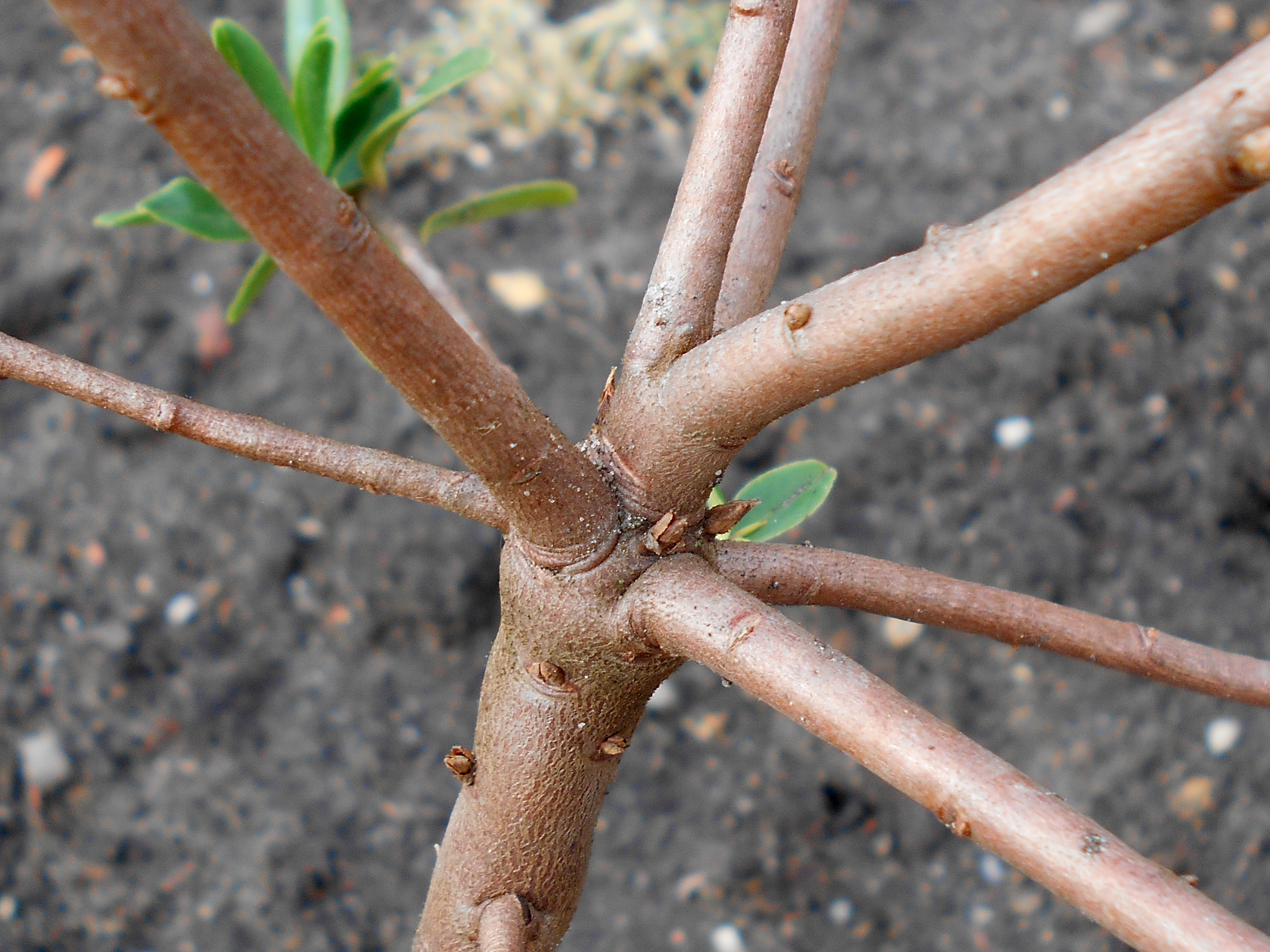
Ramification
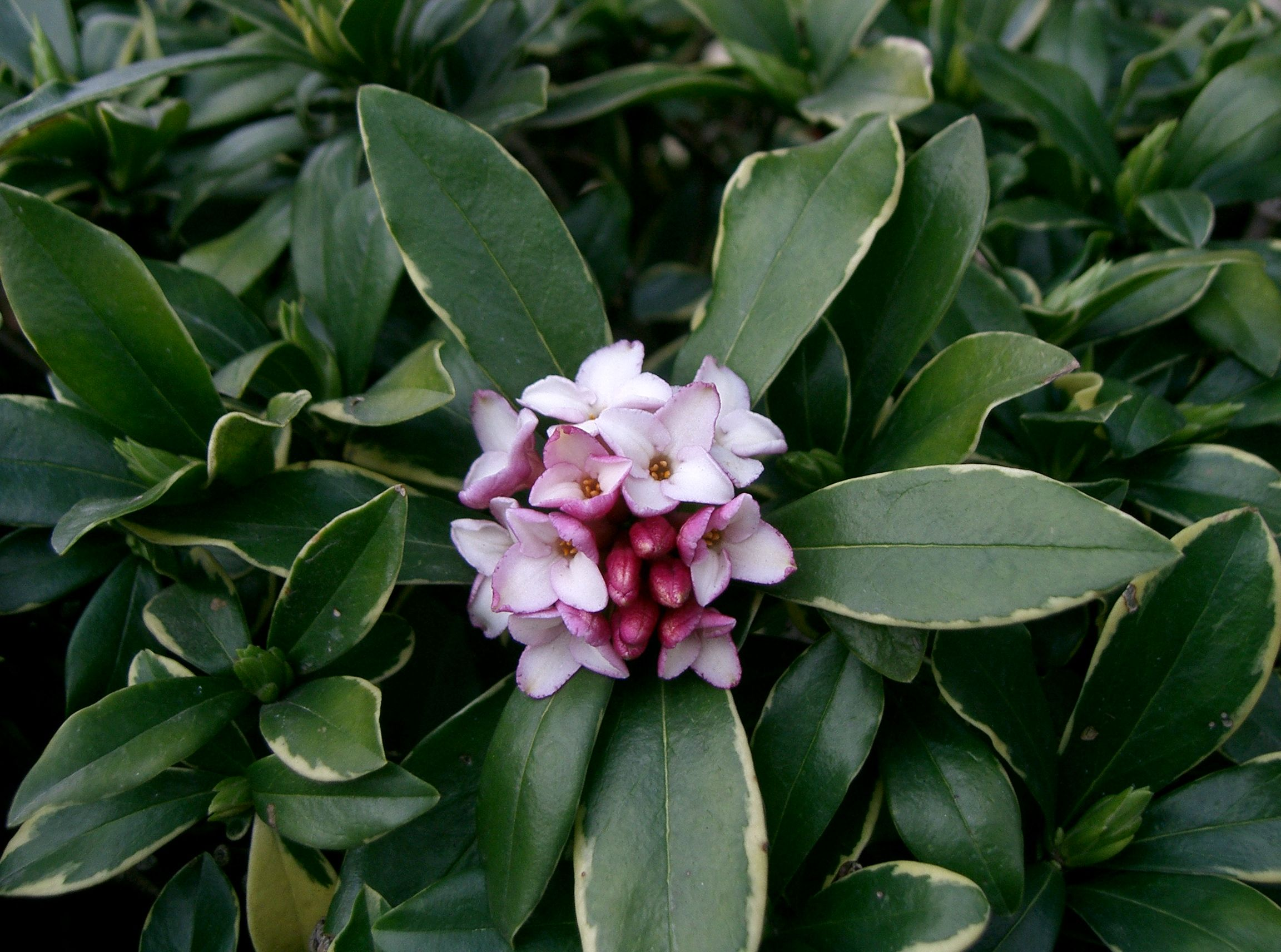
Inflorescence
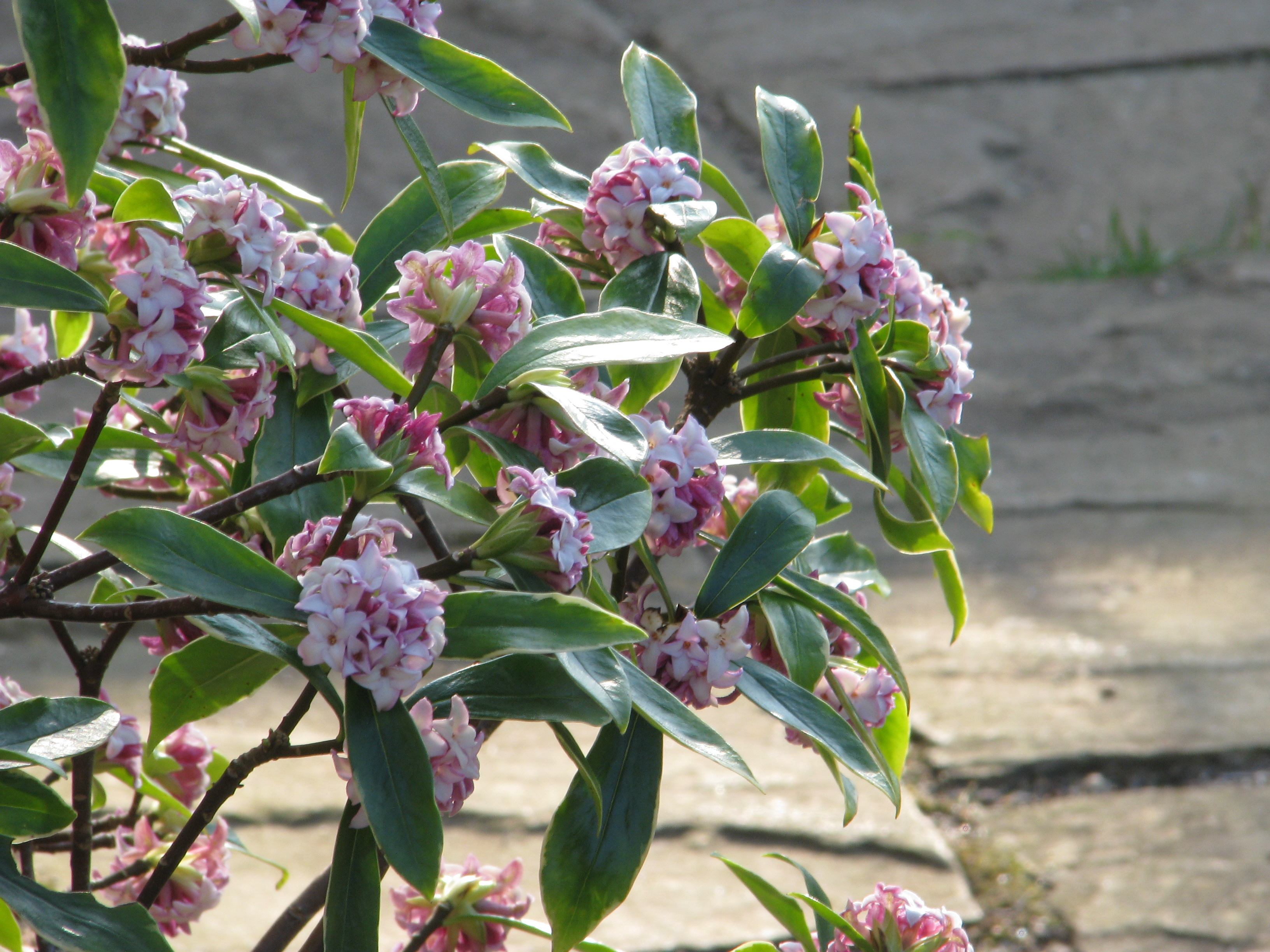
D. odora 'Aureomarginata'
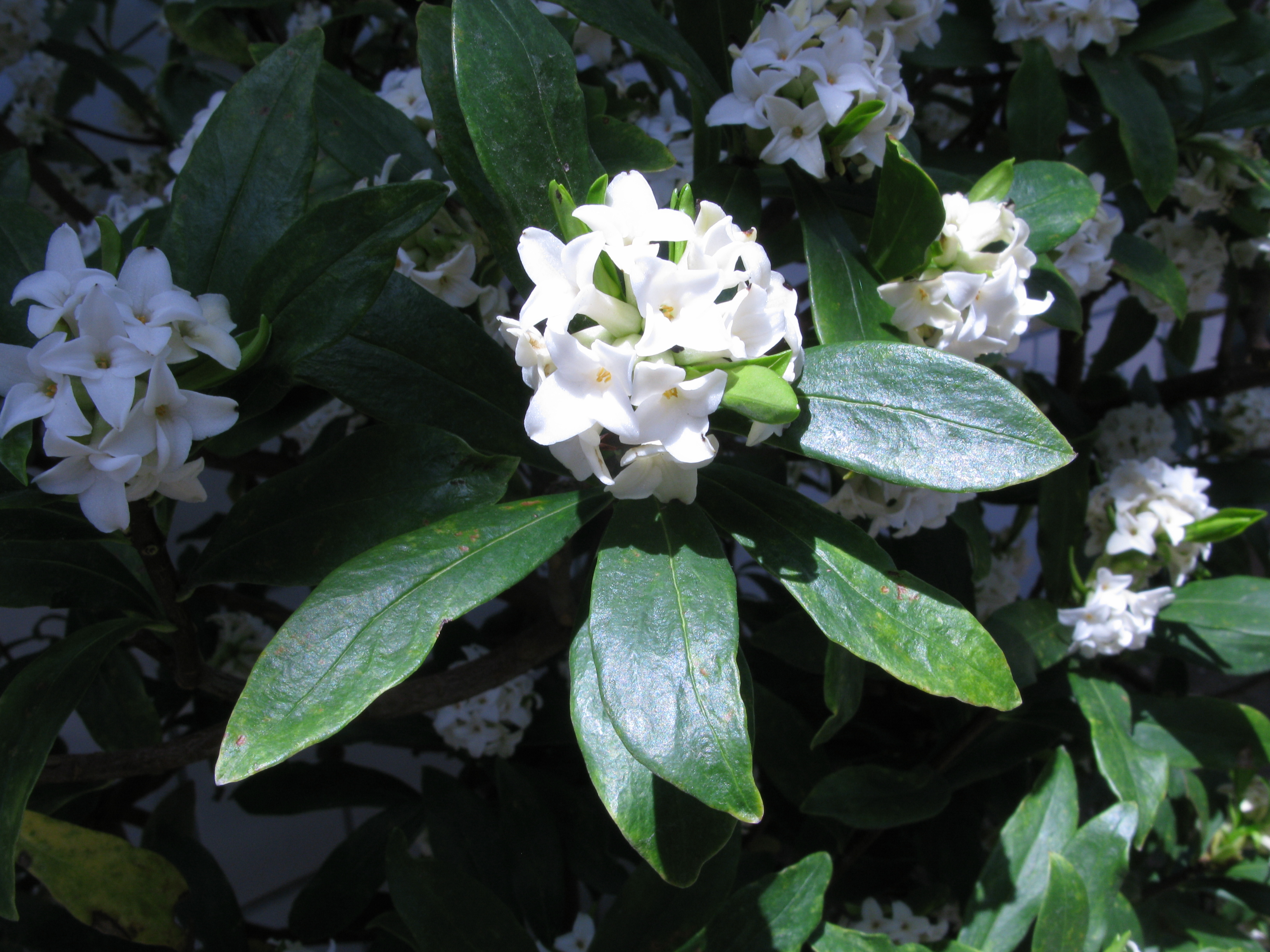
D. odora  ‘alba’

## Distribution
L’origine est obscure, mais elle se situe probablement en Chine ou au Japon (Flora of China). Espèce sans doute originaire du sud du fleuve Yangzi en Chine, on la trouve maintenant dans le Centre, l’Est, le Sud du pays[réf. nécessaire].
L’espèce est maintenant largement cultivée.

## Utilisations

### Ornementale
Daphné odora est cultivé en Chine depuis la dynastie Song (960-1279). En 1790, le botaniste portugais, João de Loureiro qui passa 36 ans en Cochinchine, décrit l ‘arbuste et indique qu’il est cultivé avec enthousiasme à Canton en Chine.
Le Daphné odora préfère les zones ensoleillées. Il se plait dans les sols friables frais, sans calcaire. Il est facile à multiplier mais sa durée de vie n’excède pas dix ans. Il se multiplie principalement par bouturage.
La période de floraison est très longue. L'exposition mi ombragée est préconisée ainsi qu'un sol frais et bien drainé. Dans ces conditions, cette plante résiste à une température pouvant descendre jusqu'à −15° C.

### Cultivars
- Daphne odora f. rosacea à fleurs blanches et roses.
- Daphne odora f. rubra à fleurs rouge pourprées, moins parfumées.
- Daphne odora « Aureomarginata », Daphne japonica « Striata » ou Daphne odora « Marginata » à feuillage vert clair souligné d'une marge dorée [9].

### Papier traditionnel
Les rameaux et les racines de Daphne odora  contiennent des fibres végétales robustes car riches en l’hémicellulose assurant une liaison transversale entre les microfibrilles de cellulose. L'espèce est donc en mesure de fournir d’excellentes fibres papetières pour fabriquer des papiers traditionnels en Asie orientale.
La famille des  Thymelaeaceae  fournit une dizaine d’espèces de plantes pourvues de fibres papetières exploitées en Chine depuis deux millénaires (Yi Xiaohui): 
- 1) Daphne odora (瑞香 ruìxiāng), 2) Daphne papyracea 白瑞香, 3) Daphne genkwa 芫花 yán huā,
- 4) Edgeworthia chrysantha 结香 jiexiang, 5) Edgeworthia gardneri 滇结香 dianjiexiang,
- 6) Wikstroemia canescens 荛花 ráohuā, 7) Wikstroemia lichiangensis 丽江荛花 Lijiang raohua, 8) Wikstroemia monnula Hance, 江北荛花 beijiang raohua, 9) Wikstroemia delavayi 澜沧荛花 langcang raohua,
- 10) Stellera chamaejasme 狼毒花=瑞香狼毒, etc.

Par ailleurs la ressemblance morphologique des genres Daphne, Edgeworthia et Wistroemia est indéniable. Elle a même été source de confusion.
Les papiers de daphné  sont considérés comme les meilleurs au Tibet où ils sont appelés dug-shog qui signifie « papier poison » à cause des propriétés insectifuges de l’écorce. Les Daphne à fibres papetières du Tibet sont Daphne sureil, Daphne bholua, Daphne aurantiaca et Daphne retusa.
Le papier tibétain (藏纸 zángzhǐ) actuel est principalement fabriqué à partir des fibres de la racine de Stellera chamaejasme 瑞香狼毒 ruìxiāng lángdú, une plante herbacée de la famille des Thymelaeaceae. Par contre, les rouleaux de papier tibétain du VIIIe siècle, découverts en 1901 par l’explorateur et archéologue, Aurel Stein, à Niya dans le Xinjiang, étaient fabriqués avec des fibres de Daphne odora, non présent au Xinjiang. C’est sur ce genre de papier que les Écritures du Palais du Potala et du temple de Jokhang sont conservés depuis plus d’un millénaire.
Le papier d’écorce de D. odora (瑞香ruixiang) occupe aussi une place importante au Japon.

### Médecines populaires
Toutes les parties de la plante sont toxiques mais à doses appropriées, elles fournissent des drogues de la pharmacopée népalaise dans le traitement des fièvres. L’écorce présente une forte teneur en esters diterpéniques de type tigliane et daphnane.

## Liste des sous-espèces et variétés
Selon Tropicos (16 février 2019) (Attention liste brute contenant possiblement des synonymes) :
- sous-espèce Daphne odora subsp. acutiloba (Rehder) Halda
- variété Daphne odora var. alba Hemsl.
- variété Daphne odora var. atrocaulis Rehder
- variété Daphne odora var. fasciata T. Itô
- variété Daphne odora var. kiusiana (Miq.) Keissl.
- variété Daphne odora var. leucantha Makino
- variété Daphne odora var. luzonica (C.B. Rob.) H.L. Li
- variété Daphne odora var. macrantha Franch.
- variété Daphne odora var. marginata Miq.
- variété Daphne odora var. mazelii (Carrière) Hemsl.
- variété Daphne odora var. punctata Hemsl.
- variété Daphne odora var. rosacea Makino
- variété Daphne odora var. rubra Hemsl.
- variété Daphne odora var. taiwaniana Masam.
- variété Daphne odora var. variegata Bean